# Cratere Virtanen
Virtanen è un cratere lunare di 39,65 km situato nella parte nord-occidentale della faccia nascosta della Luna.